# The Gallant Men
The Gallant Men è una serie televisiva statunitense in 26 episodi trasmessi per la prima volta nel corso di una sola stagione dal 1962 al 1963.
È una serie di guerra ambientata in Italia durante la seconda guerra mondiale.

## Episodi
| Stagione       | Episodi | Prima TV USA |
| -------------- | ------- | ------------ |
| Prima stagione | 26      | 1962-1963    |

## Trama
Le gesta di una compagnia di fanteria statunitense impegnata nella campagna in Italia (1943-1945) diretta dal capitano Jim Benedett sono narrate dal cronista Conley Wright, che accompagna il gruppo nelle varie missioni.

## Personaggi e interpreti
- Conley Wright (26 episodi, 1962-1963), interpretato da Robert McQueeney.
- Capitano Jim Benedict (26 episodi, 1962-1963), interpretato da William Reynolds.
- Tenente Frank Kimbro (26 episodi, 1962-1963), interpretato da Robert Ridgely.
- Sergente John McKenna (26 episodi, 1962-1963), interpretato da Richard X. Slattery.
- Soldato Pete D'Angelo (26 episodi, 1962-1963), interpretato da Eddie Fontaine.
- Soldato Ernie Lucavich (26 episodi, 1962-1963), interpretato da Roland La Starza.
- Sam Hanson (26 episodi, 1962-1963), interpretato da Robert Gothie.
- Roger Gibson (26 episodi, 1962-1963), interpretato da Roger Davis.
- Annunciatore (25 episodi, 1962-1963), interpretato da Dick Tufeld.
- Soldato Saunders (11 episodi, 1962-1963), interpretato da Sandy McPeak.
- maggiore Jergens (7 episodi, 1962), interpretato da Robert Fortier.
- Soldato tedesco (4 episodi, 1962-1963), interpretato da Louie Elias.
- Sorella Catherine (2 episodi, 1962-1963), interpretata da Victoria Vetri.
- Caporale Marsh (2 episodi, 1962-1963), interpretato da John A. Alonzo.
- Capitano Barlow (2 episodi, 1962-1963), interpretato da Don Kelly.
- Emil Buckner (2 episodi, 1963), interpretato da Anthony Becket.
- Pfc. Ben Cagel (2 episodi, 1963), interpretato da George Murdock.
- Soldato Harvey Loomis (2 episodi, 1962-1963), interpretato da Douglas Lambert.
- Soldato Barlow (2 episodi, 1962), interpretato da Tom Gilson.

## Produzione
La serie fu prodotta da Warner Bros. Television e girata negli studios della Warner Brothers a Burbank in California. Le musiche furono composte da Howard Jackson.

### Registi
Tra i registi sono accreditati:
- Charles R. Rondeau in 11 episodi (1962-1963)
- Richard C. Sarafian in 9 episodi (1962-1963)
- Robert Sparr in 2 episodi (1963)
- Leslie H. Martinson in 1 episodio (1963)

### Sceneggiatori
Tra gli sceneggiatori sono accreditati:
- Ken Pettus in 5 episodi (1962-1963)
- Herman Groves in 3 episodi (1962-1963)
- Richard H. Landau in 3 episodi (1962-1963)
- David Lang in 2 episodi (1962-1963)
- George O'Hanlon in 2 episodi (1962-1963)
- James O'Hanlon in 2 episodi (1962-1963)
- Don Tait in 2 episodi (1962-1963)

## Distribuzione
La serie fu trasmessa negli Stati Uniti dal 5 ottobre 1962 al 1º giugno 1963 sulla rete televisiva ABC.